# Championnats de Turquie de cyclisme sur route
Les championnats de Turquie de cyclisme sur route sont organisés chaque année.

## Hommes

### Podiums de la course en ligne
| Année | Vainqueur        | Deuxième            | Troisième      |
| ----- | ---------------- | ------------------- | -------------- |
| 2006  | Bilal Akgül (de) | Kamil Alev          | Halil Korkmaz  |
| 2007  | Uğur Marmara     | Mehmet Mutlu        | Orhan Şahin    |
| 2008  | Orhan Şahin      | Nazim Bakırcı       | Kemal Küçükbay |
| 2009  | Mustafa Sayar    | Eyüp Karagöbek      | İsmail Akşoy   |
| 2010  | Behçet Usta      | Nevzat Kizal        | Gökhan Hasta   |
| 2011  | Kemal Küçükbay   | Nazim Bakırcı       | Uğur Marmara   |
| 2012  | Miraç Kal        | Mustafa Sayar       | Eyüp Karagöbek |
| 2013  | Nazim Bakırcı    | Bekir Baki Akırşan  | Miraç Kal      |
| 2014  | Feritcan Şamlı   | Rasim Reis          | Gökhan Hasta   |
| 2015  | Ahmet Akdilek    | Bekir Baki Akırşan  | Fatih Keleş    |
| 2016  | Onur Balkan      | Ahmet Örken         | Recep Ünalan   |
| 2017  | Onur Balkan      | Oğuzhan Tiryaki     | Ahmet Örken    |
| 2018  | Onur Balkan      | Muhammet Atalay     | Mustafa Sayar  |
| 2019  | Ahmet Örken      | Onur Balkan         | Feritcan Şamlı |
| 2020  | Onur Balkan      | Halil İbrahim Doğan | Emre Yavuz     |
| 2021  | Onur Balkan      | Batuhan Özgür       | Ahmet Örken    |
| 2022  | Mustafa Sayar    | Halil İbrahim Doğan | Burak Abay     |
| 2023  | Burak Abay       | Ahmet Örken         | Tahir Yiğit    |
| 2024  | Doğukan Arıkan   | Serdar Anıl Depe    | Burak Abay     |
| 2025  | Samet Bulut      | Burak Abay          | Muhammad Erkan |

Multi-titrés
- 5 : Onur Balkan
- 2 : Mustafa Sayar

### Podiums du contre-la-montre
| Année | Vainqueur          | Deuxième           | Troisième           |
| ----- | ------------------ | ------------------ | ------------------- |
| 2007  | Eugen Wacker       | Pavel Nevdakh      | Behçet Usta         |
| 2008  | Kemal Küçükbay     | Nevzat Kiral       | Mert Mutlu          |
| 2009  | Eyüp Karagöbek     | Mustafa Sayar      | Miraç Kal           |
| 2010  | Kemal Küçükbay     | Eyüp Karagöbek     | Nevzat Kiral        |
| 2011  | Mert Mutlu         | Eyüp Karagöbek     | Kemal Küçükbay      |
| 2012  | Eyüp Karagöbek     | Rasim Reis         | Uğur Marmara        |
| 2013  | Bekir Baki Akırşan | Feritcan Şamlı     | Muhammet Atalay     |
| 2014  | Ahmet Örken        | Bekir Baki Akırşan | Miraç Kal           |
| 2015  | Ahmet Örken        | Bekir Baki Akırşan | Rasim Reis          |
| 2016  | Ahmet Örken        | Feritcan Şamlı     | Mustafa Sayar       |
| 2017  | Ahmet Örken        | Feritcan Şamlı     | Onur Balkan         |
| 2018  | Ahmet Örken        | Muhammet Atalay    | Feritcan Şamlı      |
| 2019  | Ahmet Örken        | Onur Balkan        | Mustafa Sayar       |
| 2020  | Mustafa Sayar      | Oğuzhan Tiryaki    | Emre Yavuz          |
| 2021  | Ahmet Örken        | Oğuzhan Tiryaki    | Mustafa Sayar       |
| 2022  | Ahmet Örken        | Burak Abay         | Oğuzhan Tiryaki     |
| 2023  | Ahmet Örken        | Burak Abay         | Halil İbrahim Doğan |
| 2024  | Ahmet Örken        | Aydin Köfteci̇      | Ramazan Yılmaz      |
| 2025  | Burak Abay         | Emir Uzun          | Ali Egin            |

Multi-titrés
- 10 : Ahmet Örken
- 2 : Kemal Küçükbay, Eyüp Karagöbek

## Espoirs Hommes

### Podiums de la course en ligne
| Année | Vainqueur           | Deuxième       | Troisième       |
| ----- | ------------------- | -------------- | --------------- |
| 2015  | Fatih Keleş         | Ahmet Örken    | Feritcan Şamlı  |
| 2016  | Onur Balkan         | Serkan Balkan  | Feritcan Şamlı  |
| 2020  | Halil İbrahim Doğan | Süleyman Urcu  | Oğuzhan Tiryaki |
| 2021  | Halil İbrahim Doğan | Süleyman Urcu  | Melih Çetin     |
| 2022  | Samet Bulut         | Ali İhsan Egin | Ali Çelik       |
| 2023  | Emir Uzun           | Muhammed Erkan | Tahir Yiğit     |
| 2024  | Said Erdemli        | Emre Yuca      | Arda Tekirdağ   |
| 2025  | Ramazan Yılmaz      | Mustafa Tekin  | Talha Tektas    |

Multi-titrés
- 2 : Halil İbrahim Doğan

### Podiums du contre-la-montre
| Année | Vainqueur           | Deuxième            | Troisième           |
| ----- | ------------------- | ------------------- | ------------------- |
| 2015  | Ahmet Örken         | Onur Balkan         | Feritcan Şamlı      |
| 2016  | Feritcan Şamlı      | Onur Balkan         | Serkan Balkan       |
| 2019  | Mehmet Erken        | Adil Karacagil      | Seyit Süslü         |
| 2020  | Oğuzhan Tiryaki     | Halil İbrahim Doğan | Doğukan Arikan      |
| 2021  | Halil İbrahim Doğan | Samet Bulut         | Kaan Ozkalbim       |
| 2022  | Ali Egin            | Samet Bulut         | Halil İbrahim Doğan |
| 2023  | Doğukan Arikan      | Samet Bulut         | Ali Egin            |
| 2024  | Ali Egin            | Emir Uzun           | Ferhat Emi̇şci̇       |
| 2025  | Arda Tekirdağ       | Ramazan Yılmaz      | Ferhat Emi̇şci̇       |

## Juniors Hommes

### Podiums de la course en ligne
| Année | Vainqueur            | Deuxième            | Troisième              |
| ----- | -------------------- | ------------------- | ---------------------- |
| 2006  | Recep Ünalan         |                     |                        |
| 2007  | Recep Ünalan         |                     |                        |
| 2008  | Recep Ünalan         |                     |                        |
| 2009  | Ali Osman Usta       | Adil Kurkut         | Mustafa Çarşı          |
| 2010  | Ahmet Örken          | Rasim Reis          | Muhammet Keleş         |
| 2011  | Muhammet Keleş       | Salih Terli         | Emre Sahin             |
| 2012  | Lütfullah Tanrıverdi | Serkan Balkan       | Emre Sahin             |
| 2013  | Onur Balkan          | Sabri Yıldırım      | Mücahit Kürşat Okka    |
| 2014  | Onur Balkan          | Vedat Koç           | Emre Torun             |
| 2015  | Batuhan Özgür        | Mustafa Köklü       | Celalettin Kal         |
| 2016  | Sinan Onat Yılmaz    | Halil İbrahim Dilek | Batuhan Özgür          |
| 2017  | Muhammed Ali Uğuz    | Ahmet Örencik       | Esref Batuhan Pekcan   |
| 2018  | Halil İbrahim Doğan  | Melih Çetin         | Süleyman Urcu          |
| 2019  | Bülent Korkmaz       | Melih Çetin         | Ali Gok                |
| 2020  | Kaan Ozkalbim        | Ali Çelik           | Ahmet Maral            |
| 2021  | Mustafa Ayyorkun     | Ali Çelik           | Ahmet Maral            |
| 2022  | Mustafa Ayyorkun     | Ramazan Yılmaz      | Ferhat Emişci          |
| 2023  | Serdar Gedik         | Mehmet Çiçek        | Ramazan Yılmaz         |
| 2024  | Batin Demir          | Ege Erhan Verit     | Ediz Ates              |
| 2025  | Gokturk Yuzerler     | Mehmet Mayda        | Muhammet Umut Demircan |

Multi-titrés
- 3 : Recep Ünalan
- 2 : Onur Balkan, Mustafa Ayyorkun

### Podiums du contre-la-montre
| Année | Vainqueur           | Deuxième             | Troisième            |
| ----- | ------------------- | -------------------- | -------------------- |
| 2009  | Rasim Reis          | Bekir Baki Akırşan   | Ali Rıza Tanrıverdi  |
| 2010  | Ahmet Örken         | Rasim Reis           | Mustafa Çarşı        |
| 2011  | ?                   | ?                    | ?                    |
| 2012  | Feritcan Şamlı      | Lütfullah Tanrıverdi | Muhammet Ali Özçelik |
| 2013  | Onur Balkan         | Fethullah Köse       | Muhammet Ali Özçelik |
| 2014  | Onur Balkan         | Vedat Koç            | Emre Torun           |
| 2015  | Halil Ibrahim Dilek | Mustafa Köklü        | Onur Turgut          |
| 2016  | Onur Turgut         | Ahmet Örencik        | Batuhan Özgür        |
| 2017  | ?                   | ?                    | ?                    |
| 2018  | Halil İbrahim Doğan | Melih Çetin          | Süleyman Urcu        |
| 2019  | Tahir Yiğit         | Emir Kaya            | Fatih Deniz          |
| 2020  | Muhammed Çevik      | Ali Egin             | Kaan Ozkalbim        |
| 2021  | Muhammed Çevik      | Mustafa Ayyorkun     | Faruk Salman         |
| 2022  | Ferhat Emi̇şci̇       | Ali Küçük            | Esin Yilmaz          |
| 2023  | Ramazan Yılmaz      | Mustafa Tarakçı      | Mehmet Çiçek         |
| 2024  | Mehmet Çiçek        | Safak Gor            | Furkan Kılınç        |
| 2025  | Ege Erülkü          | Mehmet Mayda         | Gokturk Yuzerler     |

Multi-titrés
- 2 : Onur Balkan, Muhammed Çevik